# Jean Basson
Jean Basson (Johannesburg (Gauteng), 5 oktober 1987) is een Zuid-Afrikaanse zwemmer. Basson vertegenwoordigde zijn vaderland op de Olympische Zomerspelen 2008 in Peking.

## Carrière
Bij zijn internationale debuut, op de wereldkampioenschappen kortebaanzwemmen 2004 in Indianapolis, strandde Basson in de series van de 100, 200 en 400 meter vrije slag. Op de 4x200 meter vrije slag eindigde hij samen met Ferdinand Postma, Troyden Prinsloo en George Du Rand op de zesde plaats, samen met George Du Rand, Gregory Owen en Ferdinand Postma eindigde hij als achtste op de 4x100 meter wisselslag. Op de 4x100 meter vrije slag werd hij samen met Ferdinand Postma, George Du Rand en Troyden Prinsloo uitgeschakeld in de series. 
Op de wereldkampioenschappen zwemmen 2005 in Montreal strandde de Zuid-Afrikaan in de series van de 200 meter vrije slag. 
Tijdens de Gemenebestspelen 2006 in Melbourne eindigde Basson als vijfde op de 400 meter vrije slag, op de 200 meter vrije slag werd hij uitgeschakeld in de series. Samen met Darian Townsend, George Du Rand en Mark Randall eindigde hij als vijfde op de 4x200 meter vrije slag. 
In Melbourne nam de Zuid-Afrikaan deel aan de wereldkampioenschappen zwemmen 2007, op dit toernooi strandde hij in de series van de 200 meter vrije slag. In de series van de 4x100 meter vrije slag vormde hij samen met Ryk Neethling, Lyndon Ferns en Gerhard Zandberg een team, in de finale werd zijn plaats ingenomen door Roland Mark Schoeman die samen met de andere drie op de vierde plaats eindigde.
Tijdens de Olympische Zomerspelen van 2008 in Peking eindigde Basson als vierde op de 200 meter vrije slag en werd hij uitgeschakeld in de series van de 400 meter vrije slag. Op 4x200 meter vrije slag eindigde hij samen met Darian Townsend, Jan Venter en Sebastien Rousseau op de achtste plaats. 
Op de wereldkampioenschappen zwemmen 2009 in Rome eindigde de Zuid-Afrikaan als zesde op de 200 meter vrije slag, op de 400 meter vrije slag strandde hij in de series. Samen met Darian Townsend, Jan Venter en Sebastien Rousseau eindigde hij als achtste op de 4x200 meter vrije slag.
In Irvine nam Basson deel aan de Pan Pacific kampioenschappen zwemmen 2010, op dit toernooi eindigde hij als zesde op de 200 meter vrije slag en als twaalfde op de 400 meter vrije slag. Tijdens de Gemenebestspelen 2010 in Delhi eindigde de Zuid-Afrikaan als vierde op de 200 meter vrije slag, op de 4x200 meter vrije slag veroverde hij samen met Darian Townsend, Jan Venter en Chad le Clos de bronzen medaille. Samen met Charl Crous, Cameron van der Burgh en Chad le Clos zwom hij in de series van de 4x100 meter wisselslag, in de finale legden Crous en Van der Burgh samen met Sebastien Rousseau en Gideon Louw beslag op de zilveren medaille. Voor zijn aandeel in de series werd de Zuid-Afrikaan beloond met de zilveren medaille.
Op de wereldkampioenschappen zwemmen 2011 in Shanghai werd Basson uitgeschakeld in de series van de 200 meter vrije slag, op de 4x200 meter vrije slag strandde hij samen met Darian Townsend, Jan Venter en Sebastien Rousseau in de series.

## Internationale toernooien
| Jaar | Olympische Spelen                                           | WK langebaan                                                            | WK kortebaan | PanPacs                                | Gemenebestspelen                                                                                                 |
| ---- | ----------------------------------------------------------- | ----------------------------------------------------------------------- | --- | -------------------------------------- | --- |
| 2004 | geen deelname                                               |                                                                         | 33e 100m vrije slag 18e 200m vrije slag 18e 400m vrije slag 10e 4x100m vrije slag 6e 4x200m vrije slag 8e 4x100m wisselslag |                                        | |
| 2005 |                                                             | 24e 200m vrije slag                                                     | |                                        | |
| 2006 |                                                             |                                                                         | geen deelname | geen deelname                          | 10e 200m vrije slag 5e 400m vrije slag 5e 4x200m vrije slag                                                      |
| 2007 |                                                             | 24e 200m vrije slag 4e 4x100m vrije slag Basson zwom enkel in de series | |                                        | |
| 2008 | 4e 200m vrije slag 30e 400m vrije slag 8e 4x200m vrije slag |                                                                         | geen deelname |                                        | |
| 2009 |                                                             | 6e 200m vrije slag 13e 400m vrije slag 8e 4x200m vrije slag             | |                                        | |
| 2010 |                                                             |                                                                         | geen deelname | 6e 200m vrije slag 12e 400m vrije slag | 6e 200m vrije slag · serie 400m vrije slag · 4x200m vrije slag · 4x100m wisselslag · Basson zwom enkel de series |
| 2011 |                                                             | 25e 200m vrije slag 12e 4x200m vrije slag                               | |                                        | |
| 2012 | 7e 4x200m vrije slag                                        |                                                                         | |                                        | |

## Persoonlijke records
Bijgewerkt tot en met 28 juli 2009

### Kortebaan
| Afstand         | Tijd    | Datum           | Plaats  |
| --------------- | ------- | --------------- | ------- |
| 200m vrije slag | 1.48,17 | 22 januari 2006 | Berlijn |
| 400m vrije slag | 3.44,43 | 21 januari 2006 | Berlijn |

### Langebaan
| Afstand         | Tijd    | Datum        | Plaats |
| --------------- | ------- | ------------ | ------ |
| 200m vrije slag | 1.45,67 | 28 juli 2009 | Rome   |
| 400m vrije slag | 3.46,64 | 26 juli 2009 | Rome   |